# ジュリアン・ケルシア
ジュリアン・ケルシア（Julien Quercia、1986年8月17日 - ）は、フランス・モゼル県ティオンヴィル出身のサッカー選手。ポジションはフォワード。

## 経歴
FCソショーの下部組織出身、2008年1月にAJオセールへ移籍した。

## 所属クラブ
- FCソショー 2005-2008
- AJオセール 2008-2011
- FCロリアン 2011-2015

## タイトル
- FCソショー

クープ・ドゥ・フランス: 2007